# Janka Kupala
Janka Kupala (* 25. Junijul. / 7. Juli 1882greg. in Wjasynka bei Minsk; † 28. Juni 1942 in Moskau, eigentlich Iwan Daminikawitsch Luzewitsch, Іван Дамінікавіч Луцэвіч) war ein belarussischer Nationaldichter, Dramatiker, Publizist und Übersetzer, der gemeinsam mit Jakub Kolas und Maksim Bahdanowitsch zu den Hauptfiguren der belarussischen Wiedergeburt (belarussisch Адраджэнне) Anfang des 20. Jahrhunderts zählt.

## Leben

### Kindheit und Jugend

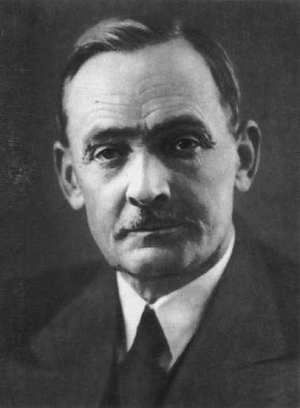
Janka Kupala

Kupala wurde in Wjasynka, einem kleinen Gut in der Nähe von Minsk geboren und entstammte einer Familie, die zum verarmten Kleinadel gehörte. Er wurde fast nur von wandernden Hauslehrern unterrichtet und konnte erst 1898 für ein Jahr die Abschlussklasse der Volksschule im Dorf Belarus, das 25 km entfernt von Minsk liegt, besuchen. Später arbeitete Kupala unter anderem als Hauslehrer, Bauer, Schwerarbeiter und Hilfskraft in einer Brauerei.
Seit der Veröffentlichung seines ersten belarussischen Gedichtes Muzhyk (belaruss. мужык) am 15. Mai 1905 verwendete Iwan Luzewitsch sein Pseudonym Janka Kupala. Kupala ist die belarussische Bezeichnung der Sonnenwendfeier. Seine Gedichte waren von Anfang an stark von Volkserzählungen und Erfahrungen des bäuerlichen und armen Lebens beeinflusst.

### Wilna und Petersburg
1908 ging Kupala nach Wilna, das in dieser Zeit eine internationale kulturelle Ausstrahlung besaß, und arbeitete in der dortigen Redaktion der Nascha Niwa. Im Herbst 1909 siedelte er für einige Jahre nach Sankt Petersburg um, wo er anfing Russische Literatur zu studieren. 1913 kehrte er nach Wilna zurück und nahm seine Arbeit bei der Zeitschrift wieder auf. Hier arbeitete er auch bei dem in Wilna ansässigen Weißrussischen Verlegerverband. In dieser Zeit erschienen mehrere Gedichtbände, u. a. im Jahre 1913 Шляхам жыцьця (dt.: „Der Weg des Lebens“). Ebenfalls in das Jahr 1913 fällt Kupalas zentrales Werk aus der Zeit vor der Revolution: das Drama Раскіданае гняздо (dt.: Das zerstörte Nest), das erst nach der Oktoberrevolution 1917 uraufgeführt wurde und 1919 in Wilna im Druck erscheinen konnte. Hierin thematisiert der Autor die Entwurzelung der weißrussischen Landbevölkerung, dargestellt am Beispiel einer Bauernfamilie. In Wilna unterstützte Kupala auch Maksim Bahdanowitsch bei der Herausgabe seiner Gedichtbände.

### Erster Weltkrieg
Nach Beginn des Ersten Weltkriegs, im Herbst 1914, arbeitete Kupala an dem Gedichtzyklus Песьні вайны (dt.: „Lieder des Krieges“). Im Jahre 1915 zog er nach Moskau, wo er ein Studium an der Volksuniversität aufnahm. Im Dezember desselben Jahres wurde er in die Armee einberufen und diente in einer Straßenbaubrigade in Minsk, Polazk und Smolensk. Hier erlebte er auch die Oktoberrevolution. Kupala stand der Revolution kritisch gegenüber und sah sie als Quelle für Zerstörung und Verwüstung.

### Die „Zwischenkriegszeit“
1919 zog Kupala nach Minsk, wo er bis zum Beginn des Deutsch-Sowjetischen Krieges lebte.
In Minsk wirkte er u. a. am Aufbau eines nationalen weißrussischen Theaters, an der Gründung der Belarussischen Staatsuniversität und der Akademie der Wissenschaften der Weißrussischen Sowjetrepublik (BSSR) mit. Auch die Entwicklung eines eigenständigen Verlagswesens in der BSSR gehört zu den Verdiensten Janka Kupalas.
Im August 1919 erschien hier die erste Ausgabe der Zeitung Звон (dt.: Die Glocke), deren Chefredakteur Kupala war. In der Folgezeit schrieb er neue Gedichte und übersetzte das Igorlied ins Weißrussische. 1922 erschien der Gedichtband Спадчына (dt.: Das Erbe), eine Zusammenstellung von Gedichten aus der Zeit vor dem Krieg und während des Krieges. Noch im Sommer 1922 beendete Kupala die Arbeit an einem seiner zentralen Werke, der Tragikomödie Тутэйшыя (dt.: Die Hiesigen), in der das städtische Leben aus der Zeit der Besatzung im Ersten Weltkrieg ironisch beleuchtet wird. Im Sommer 1926 druckte die Zeitschrift Полымя (dt.: Die Flamme), bis heute eine der führenden Literaturzeitschriften Weißrusslands, einen Zyklus von Gedichten Kupalas, die von einer deutlich spürbaren Protesthaltung geprägt waren und schon bald verboten wurden.
In den 1930er Jahren wurde Kupala, wie auch viele andere der Idee der weißrussischen Wiedergeburt verbundenen Dichter und Schriftsteller, Opfer von Repressionen. Im Sommer 1930 wurde ihm vorgeworfen bourgeoisen Nationalismus zu fördern. Seine Familie wurde als angebliche Kulaken nach Sibirien deportiert. Immer wieder wurde er zu Verhören zum Fall der sogenannten „Union zu Befreiung Weißrusslands“ (weißruss.: Саюз вызваленьня Беларусі) vorgeladen, einer Vereinigung, die tatsächlich überhaupt nicht existierte und ein Konstrukt der OGPU war. Am 27. November 1930 brach er unter Last der Anschuldigungen, Verhöre und Folterungen zusammen und beging einen Selbstmordversuch, blieb jedoch am Leben. Noch im Krankenhaus, offenbar vollständig gebrochen, verfasste Kupala einen offenen Brief (Адкрыты ліст Я. Купалы), in dem er sich von der Idee der nationalen Wiedergeburt lossagte. In den Jahren nach diesem Bruch schrieb Kupala ausschließlich prosowjetische Gedichte und Artikel, die an künstlerischem Wert weit hinter den Werken von vor 1930 zurückblieben.

### Letzte Jahre
Nach dem Überfall deutscher Truppen auf die Sowjetunion im Jahre 1941 und der darauffolgenden Besatzung der BSSR zog Janka Kupala erneut nach Russland. In einem kleinen Dorf in der Nähe von Kasan und in Moskau verlebte er seine letzten Lebensjahre. Im Juni 1942 stürzte er im Hotel Moskwa in Moskau von einer Treppe und kam dabei ums Leben, wobei die Umstände, die zu diesem Unfall führten, bis heute ungeklärt sind. Kupala wurde auf dem Wagankowskoje-Friedhof in Moskau beigesetzt. 20 Jahre später wurde die Urne mit seiner Asche nach Minsk überführt und dort bestattet.
Janka Kupala trat auch mit Übersetzungen ins Weißrussische in Erscheinung. Er übertrug u. a. Werke von Alexander Puschkin, Taras Schewtschenko, Nikolai Nekrassow, Iwan Krylow und Adam Mickiewicz.

## Nachwirkung
Nach Janka Kupala wurden in Minsk ein Theater, ein Park, eine Straße und eine Metrostation benannt. In Minsk und Moskau sowie im Arrow Park in Monroe (New York) stehen Denkmäler für Janka Kupala. Museen, die ihm und seinem Werk gewidmet sind, finden sich in Minsk, das 1960 auf dem Gelände seines früheren Wohnhauses errichtet wurde, und seinem Geburtsort Wjasynka. In Hrodna trägt die staatliche Universität seinen Namen.

## Deutsche Übersetzungen
Trotz seiner immensen Bedeutung für die belarussische Literatur wurde Janka Kupalas Werk bislang kaum ins Deutsche übersetzt. Verstreut sind einige Übertragungen seiner Gedichte zu finden: 
- Die Söhne (Сыны). In: Deutsche Zentral-Zeitung, 14. Juli 1935. (Nachdichtung von Ernst Fabri)
- Wir brauchen Lieder. In: Internationale Literatur. Deutsche Blätter. 9. Jg., 11. Heft, 1939, S. 6 f. (online). (Versübersetzung von Hedda Zinner)
- Frohe Gegenwart und Mein Belorussland. In: Internationale Literatur. Deutsche Blätter. 9. Jg., 11. Heft, 1939, S. 7–9 (online). (Versübersetzungen von Franz Leschnitzer)
- Der Bauer (Мужык), Wer geht denn dort? (А хто там ідзе?), Das heimische Wort (Роднае слова), Die verwunschene Blüte (Заклятая кветка), Aus dem (geheimsten) Winkel meiner Wünsche (З кутка жаданняў), Der Frühling kommt noch (Яшчэ прыйдзе вясна), Wenn ich durch das Feld gehe… (Як я полем іду…), Am Fluß blühte in friedlicher Ruhe (Над ракою ў спакою), Bienen (Пчолы) und Als im Wald erblühten… (Як у лесе зацвіталі…). In: Ferdinand Neureiter: Weißrussische Anthologie. Ein Lesebuch zur weißrussischen Literatur (mit deutschen Übersetzungen). Otto Sagner, München 1983, S. 52–66, doi:10.3726/b12492. (Prosaübersetzungen von Ferdinand Neureiter mit Originaltext, in dem die Betonungen bezeichnet sind)